# ジェームズ・イグベケメ
ジェームズ・オモニゴ・イグベケメ（James Omonigho Igbekeme、1995年7月4日 - ）は、ナイジェリア・ラオス出身のサッカー選手。SDポンフェラディーナ所属。ポジションはミッドフィールダー。

## クラブ経歴
2017年7月1日、ジル・ヴィセンテFCに移籍した。
2018年6月12日、レアル・サラゴサと4年契約を結んだ。